# Renato Lupi
Renato Lupi (* 19. November 1920 in Rom; † 9. April 2000 ebendort) war ein italienischer Schauspieler.

## Leben
Lupi studierte an der Universität Neapel L’Orientale und belegte danach Schauspielkurse. Gleich danach erhielt er Rollen bei Theater und in Revuen; später widmete er sich auch dem Film, wo er ein verlässlicher, jedoch relativ selten auftretender Charakterdarsteller wurde. Er arbeitete auch für das Radio und machte Synchronarbeit. Schließlich wurde er auch für einige Fernsehserien verpflichtet.

## Filmografie (Auswahl)
- 1951: Verginità
- 1965: 5 tombe per un medium
- 1966: Agent 505 – Todesfalle Beirut
- 1968: Eine Kugel für den Bastard (Una forca per un bastardo)
- 1968: Tre croci per non morire
- 1968: Das verfluchte Haus (Un tranquillo posto di campagna)
- 1969: Note 7 – Die Jungen der Gewalt (I ragazzi del massacro)
- 1970: Spiel dein Spiel und töte, Joe (Un uomo chiamato Apocalisse Joe)
- 1977: Ride bene… chi ride ultimo